# Amici di Maria De Filippi (settima edizione, fase serale)
La settima edizione del talent show musicale Amici di Maria De Filippi è andata in onda nella sua fase serale dal 3 febbraio al 16 aprile 2008 in prima serata su Canale 5 per undici puntate con la conduzione di Maria De Filippi. Le prime quattro puntate sono andate in onda di domenica, mentre le successive sette puntate sono andate in onda di mercoledì.
| Vincitori            | Vincitori            |
| Amici 7              | Marco Carta          |
| -------------------- | -------------------- |
| Premio della Critica | Francesco Mariottini |

## Regolamento
Il regolamento del serale non è stato modificato e prevede sempre una serie di sfide tra componenti di squadre opposte al termine della quale si stabilisce la vittoria di una o l'altra squadra. La squadra vincente ha quindi la possibilità di nominare (per maggioranza di voti) uno dei componenti della squadra sconfitta che è sottoposto alla decisione prima del pubblico (tramite la classifica di gradimento) ed eventualmente della commissione.
Il candidato all'eliminazione è salvato dalla classifica se si trova nelle prime posizioni (il numero delle persone salvabili varia di puntata in puntata, in proporzione al numero dei partecipanti rimasti), in caso contrario è sottoposto al giudizio della commissione che decide se salvare o meno il concorrente. Qualora la persona nominata venga salvata, si procede ad un'altra votazione da parte della squadra vincente. Nel caso in cui tutti i componenti vengano salvati (per classifica o grazie alla commissione), viene eliminato il concorrente della squadra sconfitta che occupa la posizione più bassa nella classifica di gradimento.
Con questo meccanismo ogni settimana viene eliminato un solo componente di una delle due squadre, salvo esplicita decisione della commissione di un'ulteriore eliminazione.
La puntata serale finale si svolge tra 4 sfidanti secondo il consueto meccanismo per cui l'ultimo in classifica ha diritto a scegliere il proprio sfidante, il vincitore sceglie il successivo sfidante fino alla sfida finale per la vittoria.
Il primo classificato vince un premio di 300.000 euro con l'etichetta Warner. Viene assegnata ad uno dei finalisti una borsa di studio del valore di 50.000 euro.

## Concorrenti
Come nell'edizione precedente, i 14 concorrenti ammessi dalla fase iniziale alla fase serale sono stati divisi equamente in 2 squadre da 7 componenti ciascuna: i Bianchi e i Blu.
| Squadra Blu | Squadra Blu               | Squadra Blu |  | Squadra Bianca | Squadra Bianca    | Squadra Bianca |
| ----------- | ------------------------- | ----------- |  | -------------- | ----------------- | -------------- |
| Posizione   | Nome                      | Disciplina  |  | Posizione      | Nome              | Disciplina     |
| 1           | Marco Carta               | canto       |  | 2              | Roberta Bonanno   | canto          |
| 4           | Francesco Mariottini      | ballo       |  | 3              | Pasqualino Maione | canto          |
| 6           | Marta Rossi               | canto       |  | 5              | Susy Fuccillo     | ballo          |
| 7           | Cassandra De Rosa         | canto       |  | 8              | Giulia Piana      | ballo          |
| 10          | Gennaro Siciliano         | ballo       |  | 9              | Giuseppe Salsetta | canto          |
| 13          | Maria Luigia La Rocca     | canto       |  | 11             | Simonetta Spiri   | canto          |
| 14          | Marina Giovanna Marchione | recitazione |  | 12             | Antonino Lombardo | ballo          |

## Commissione

### Commissione interna

#### Canto
- Grazia Di Michele   BIANCHI
- Fabrizio Palma   BIANCHI
- Luca Jurman    BLU

#### Ballo
- Garrison   BIANCHI
- Maura Paparo
- Steve La Chance   BIANCHI
- Alessandra Celentano    BLU

#### Recitazione
- Fioretta Mari
- Patrick Rossi Gastaldi[1]
- Paolo Asso

#### Altri
- Chicco Sfondrini - responsabile di produzione
- Marco Castellano[2]  - istruttore di fitness

### Opinionisti
- Platinette - esperto di canto
- Gheorghe Iancu[3] - esperto di ballo
- Oriella Dorella[4] - esperta di ballo
- Carla Fracci[5] - esperta di ballo
- Saverio Marconi[5] - esperto di musical

### Discografici[6]
- Rudy Zerbi - “Sony”
- Marcello Balestra - “Warner”
- Claudio Ferrante - “Carosello”

## Tabellone delle eliminazioni
Legenda:

     Eliminato/a senza essere stato salvato/a

     Candidato/a all'eliminazione, ma salvo/a grazie alla classifica

     Candidato/a all'eliminazione, ma salvo/a grazie alla commissione

     Eliminato/a perché più basso/a in classifica

 Candidato/a forzatamente all'eliminazione

     Eliminato/a definitivamente

     Finalista

     Vincitore

|            |              | 03/02      | 03/02      | 03/02      | 03/02      | 03/02      | 03/02      | 03/02      | 10/02                  | 10/02                  | 10/02                  | 17/02                  | 17/02                  | 17/02                  | 24/02                  | 05/03                  | 12/03                  | 19/03                  | 19/03                  | 19/03                  | 19/03                  | 26/03                  | 02/04                  | 16/04                  | 16/04                  | 16/04                  | 09/04                  | 09/04                  | 09/04                  | 09/04                  | Disciplina  |
| 1ª PUNTATA | 1ª PUNTATA   | 1ª PUNTATA | 1ª PUNTATA | 1ª PUNTATA | 1ª PUNTATA | 1ª PUNTATA | 2ª PUNTATA | 2ª PUNTATA | 2ª PUNTATA             | 3ª PUNTATA             | 3ª PUNTATA             | 3ª PUNTATA             | 4ª PUNTATA             | 5ª PUNTATA             | 6ª PUNTATA             | 7ª PUNTATA             | 7ª PUNTATA             | 7ª PUNTATA             | 7ª PUNTATA             | 8ª PUNTATA             | 9ª PUNTATA             | SEMIFINALE             | SEMIFINALE             | SEMIFINALE             | FINALE                 | FINALE                 | FINALE                 | FINALE                 |                        |                        | Disciplina  |
| Vittoria   | Vittoria     | W          | W          | W          | W          | W          | W          | W          | W                      | W                      | W                      | B                      | B                      | B                      | B                      | W                      | B                      | B                      | B                      | B                      | B                      | W                      | W                      | B                      | B                      | B                      | FINALE                 | FINALE                 |                        |                        | Disciplina  |
| Nomination | Nomination   | 1          | 2          | 3          | 4          | 5          | 6          | 7          | 1                      | 2                      | 3                      | 1                      | 2                      | 3                      | 1                      | 1                      | 1                      | 1                      | 2                      | 3                      | 4                      | 1                      | 1                      | 1                      | FINALE                 | FINALE                 | FINALE                 | FINALE                 | 2                      | 3                      | Disciplina  |
| ---------- | ------------ | ---------- | ---------- | ---------- | ---------- | ---------- | ---------- | ---------- | ---------------------- | ---------------------- | ---------------------- | ---------------------- | ---------------------- | ---------------------- | ---------------------- | ---------------------- | ---------------------- | ---------------------- | ---------------------- | ---------------------- | ---------------------- | ---------------------- | ---------------------- | ---------------------- | ---------------------- | ---------------------- | ---------------------- | ---------------------- | ---------------------- | ---------------------- | ----------- |
| 1          | Marco        | N.D.       | N.D.       | N.D.       | N.D.       | N.D.       |            |            | N.D.                   | N.D.                   | N.D.                   | [ 7 ]                  | [ 8 ]                  | [ 9 ]                  | [ 7 ]                  | N.D.                   | [ 10 ]                 | [ 11 ]                 | [ 8 ]                  | [ 12 ]                 | [ 13 ]                 | N.D.                   | N.D.                   | [ 8 ]                  | [ 14 ]                 | [ 13 ]                 | N.D.                   |                        | 1°                     | VINCITORE              | canto       |
| 2          | Roberta      | [ 15 ]     | [ 16 ]     | [ 17 ]     | [ 18 ]     | [ 19 ]     | [ 20 ]     | [ 13 ]     | [ 15 ]                 | [ 15 ]                 | [ 17 ]                 | N.D.                   | N.D.                   | N.D.                   | N.D.                   | [ 16 ]                 | N.D.                   |                        |                        |                        |                        | [ 15 ]                 | [ 15 ]                 | N.D.                   | N.D.                   |                        | N.D.                   | N.D.                   | 2°                     | SECONDA                | canto       |
| 3          | Pasqualino   | [ 15 ]     | [ 16 ]     | [ 19 ]     | [ 19 ]     | [ 19 ]     | [ 20 ]     | [ 13 ]     | [ 16 ]                 | [ 19 ]                 | [ 18 ]                 | N.D.                   |                        |                        | N.D.                   | [ 16 ]                 | N.D.                   | N.D.                   |                        |                        |                        | [ 18 ]                 | [ 15 ]                 |                        |                        |                        |                        |                        | TERZO                  | TERZO                  | canto       |
| 4          | Francesco    | N.D.       | N.D.       | N.D.       | N.D.       |            |            |            | N.D.                   | N.D.                   | N.D.                   | [ 7 ]                  | [ 8 ]                  | [ 9 ]                  | [ 7 ]                  | N.D.                   | [ 10 ]                 | [ 11 ]                 | [ 8 ]                  | [ 12 ]                 | [ 13 ]                 | N.D.                   | N.D.                   | [ 8 ]                  | [ 14 ]                 | [ 13 ]                 |                        | QUARTO                 | QUARTO                 | QUARTO                 | ballo       |
| 5          | Susy         | [ 16 ]     | [ 16 ]     | [ 17 ]     | [ 18 ]     | [ 19 ]     | [ 21 ]     | [ 13 ]     | [ 16 ]                 | [ 15 ]                 | [ 17 ]                 | N.D.                   | N.D.                   | N.D.                   | N.D.                   | [ 16 ]                 | N.D.                   | N.D.                   | N.D.                   | N.D.                   |                        | [ 18 ]                 | [ 15 ]                 | N.D.                   |                        |                        | ELIMINATA (Semifinale) | ELIMINATA (Semifinale) | ELIMINATA (Semifinale) | ELIMINATA (Semifinale) | ballo       |
| 6          | Marta        |            |            |            |            |            |            |            | N.D.                   |                        |                        | [ 7 ]                  | [ 9 ]                  | [ 9 ]                  | [ 7 ]                  | N.D.                   | [ 10 ]                 | [ 11 ]                 | [ 12 ]                 | [ 12 ]                 | [ 13 ]                 | N.D.                   |                        | ELIMINATA (9ª Puntata) | ELIMINATA (9ª Puntata) | ELIMINATA (9ª Puntata) | ELIMINATA (9ª Puntata) | ELIMINATA (9ª Puntata) | ELIMINATA (9ª Puntata) | ELIMINATA (9ª Puntata) | canto       |
| 7          | Cassandra    | N.D.       | N.D.       | N.D.       |            |            |            |            | N.D.                   | N.D.                   | N.D.                   | [ 8 ]                  | [ 8 ]                  | [ 9 ]                  | [ 7 ]                  | N.D.                   | [ 10 ]                 | [ 8 ]                  | [ 8 ]                  | [ 12 ]                 | [ 13 ]                 |                        | ELIMINATA (8ª Puntata) | ELIMINATA (8ª Puntata) | ELIMINATA (8ª Puntata) | ELIMINATA (8ª Puntata) | ELIMINATA (8ª Puntata) | ELIMINATA (8ª Puntata) | ELIMINATA (8ª Puntata) | ELIMINATA (8ª Puntata) | canto       |
| 8          | Giulia       | [ 16 ]     | [ 16 ]     | [ 17 ]     | [ 19 ]     | [ 19 ]     | [ 20 ]     | [ 13 ]     | [ 16 ]                 | [ 15 ]                 | [ 17 ]                 | N.D.                   | N.D.                   | N.D.                   | N.D.                   | [ 16 ]                 | N.D.                   | N.D.                   | N.D.                   |                        |                        | ELIMINATA (7ª Puntata) | ELIMINATA (7ª Puntata) | ELIMINATA (7ª Puntata) | ELIMINATA (7ª Puntata) | ELIMINATA (7ª Puntata) | ELIMINATA (7ª Puntata) | ELIMINATA (7ª Puntata) | ELIMINATA (7ª Puntata) | ELIMINATA (7ª Puntata) | ballo       |
| 9          | Giuseppe     | [ 15 ]     | [ 16 ]     | [ 17 ]     | [ 18 ]     | [ 19 ]     | [ 20 ]     | [ 13 ]     | [ 16 ]                 | [ 15 ]                 | [ 17 ]                 | N.D.                   | N.D.                   | N.D.                   | N.D.                   | [ 16 ]                 |                        | ELIMINATO (6ª Puntata) | ELIMINATO (6ª Puntata) | ELIMINATO (6ª Puntata) | ELIMINATO (6ª Puntata) | ELIMINATO (6ª Puntata) | ELIMINATO (6ª Puntata) | ELIMINATO (6ª Puntata) | ELIMINATO (6ª Puntata) | ELIMINATO (6ª Puntata) | ELIMINATO (6ª Puntata) | ELIMINATO (6ª Puntata) | ELIMINATO (6ª Puntata) | ELIMINATO (6ª Puntata) | canto       |
| 10         | Gennaro      | N.D.       |            |            |            |            |            |            |                        |                        |                        | [ 7 ]                  | [ 9 ]                  | [ 9 ]                  | [ 7 ]                  |                        | ELIMINATO (5ª Puntata) | ELIMINATO (5ª Puntata) | ELIMINATO (5ª Puntata) | ELIMINATO (5ª Puntata) | ELIMINATO (5ª Puntata) | ELIMINATO (5ª Puntata) | ELIMINATO (5ª Puntata) | ELIMINATO (5ª Puntata) | ELIMINATO (5ª Puntata) | ELIMINATO (5ª Puntata) | ELIMINATO (5ª Puntata) | ELIMINATO (5ª Puntata) | ELIMINATO (5ª Puntata) | ELIMINATO (5ª Puntata) | ballo       |
| 11         | Simonetta    | [ 15 ]     | [ 19 ]     | [ 19 ]     | [ 19 ]     | [ 19 ]     | [ 20 ]     | [ 13 ]     | [ 15 ]                 | [ 15 ]                 | [ 19 ]                 |                        |                        |                        |                        | ELIMINATA (4ª Puntata) | ELIMINATA (4ª Puntata) | ELIMINATA (4ª Puntata) | ELIMINATA (4ª Puntata) | ELIMINATA (4ª Puntata) | ELIMINATA (4ª Puntata) | ELIMINATA (4ª Puntata) | ELIMINATA (4ª Puntata) | ELIMINATA (4ª Puntata) | ELIMINATA (4ª Puntata) | ELIMINATA (4ª Puntata) | ELIMINATA (4ª Puntata) | ELIMINATA (4ª Puntata) | ELIMINATA (4ª Puntata) | ELIMINATA (4ª Puntata) | canto       |
| 12         | Antonino     | [ 16 ]     | [ 16 ]     | [ 17 ]     | [ 18 ]     | [ 19 ]     | [ 21 ]     | [ 13 ]     | [ 16 ]                 | [ 15 ]                 | [ 17 ]                 | N.D.                   | N.D.                   |                        | ELIMINATO (3ª Puntata) | ELIMINATO (3ª Puntata) | ELIMINATO (3ª Puntata) | ELIMINATO (3ª Puntata) | ELIMINATO (3ª Puntata) | ELIMINATO (3ª Puntata) | ELIMINATO (3ª Puntata) | ELIMINATO (3ª Puntata) | ELIMINATO (3ª Puntata) | ELIMINATO (3ª Puntata) | ELIMINATO (3ª Puntata) | ELIMINATO (3ª Puntata) | ELIMINATO (3ª Puntata) | ELIMINATO (3ª Puntata) | ELIMINATO (3ª Puntata) | ELIMINATO (3ª Puntata) | ballo       |
| 13         | Maria Luigia | N.D.       | N.D.       |            |            |            |            |            | N.D.                   | N.D.                   |                        | ELIMINATA (2ª Puntata) | ELIMINATA (2ª Puntata) | ELIMINATA (2ª Puntata) | ELIMINATA (2ª Puntata) | ELIMINATA (2ª Puntata) | ELIMINATA (2ª Puntata) | ELIMINATA (2ª Puntata) | ELIMINATA (2ª Puntata) | ELIMINATA (2ª Puntata) | ELIMINATA (2ª Puntata) | ELIMINATA (2ª Puntata) | ELIMINATA (2ª Puntata) | ELIMINATA (2ª Puntata) | ELIMINATA (2ª Puntata) | ELIMINATA (2ª Puntata) | ELIMINATA (2ª Puntata) | ELIMINATA (2ª Puntata) | ELIMINATA (2ª Puntata) | ELIMINATA (2ª Puntata) | canto       |
| 14         | Marina       | N.D.       | N.D.       | N.D.       | N.D.       | N.D.       | N.D.       |            | ELIMINATA (1ª Puntata) | ELIMINATA (1ª Puntata) | ELIMINATA (1ª Puntata) | ELIMINATA (1ª Puntata) | ELIMINATA (1ª Puntata) | ELIMINATA (1ª Puntata) | ELIMINATA (1ª Puntata) | ELIMINATA (1ª Puntata) | ELIMINATA (1ª Puntata) | ELIMINATA (1ª Puntata) | ELIMINATA (1ª Puntata) | ELIMINATA (1ª Puntata) | ELIMINATA (1ª Puntata) | ELIMINATA (1ª Puntata) | ELIMINATA (1ª Puntata) | ELIMINATA (1ª Puntata) | ELIMINATA (1ª Puntata) | ELIMINATA (1ª Puntata) | ELIMINATA (1ª Puntata) | ELIMINATA (1ª Puntata) | ELIMINATA (1ª Puntata) | ELIMINATA (1ª Puntata) | recitazione |

### Podio generale
|         |            |    |  |           |
|         |            |    |  | 4º        |
|         | Marco      |    |  | Francesco |
| Roberta | Marco      |    |  |           |
| 1º      | Pasqualino |    |  |           |
| 1º      | Pasqualino | 2º |  |           |
| 1º      | 3º         |    |  |           |

### Podio canto
|         |            |    |  |       |
|         |            |    |  | 4º    |
|         | Marco      |    |  | Marta |
| Roberta | Marco      |    |  |       |
| 1º      | Pasqualino |    |  |       |
| 1º      | Pasqualino | 2º |  |       |
| 1º      | 3º         |    |  |       |

### Podio danza
|      |           |    |  |         |
|      |           |    |  | 4º      |
|      | Francesco |    |  | Gennaro |
| Susy | Francesco |    |  |         |
| 1º   | Giulia    |    |  |         |
| 1º   | Giulia    | 2º |  |         |
| 1º   | 3º        |    |  |         |

## Tabellone delle esibizioni
Nel tabellone sono indicate le varie sfide singole svolte durante il serale. Laddove sono contraddistinte dal colore bianco o blu, significa che c'è stata una votazione a favore di una o l'altra squadra per la singola sfida.
     Esibizione di canto
     Esibizione di ballo
     Esibizione di recitazione
     Prova Guanto di sfida

### Puntata 1
La prima puntata del serale è stata trasmessa il 3 febbraio 2008 e ha visto la vittoria della squadra Bianca con il 64% dei voti e l'uscita dell'attrice Marina.
Per questa puntata le singole sfide non sono sottoposte a televoto; il colore indica solamente il vantaggio di una squadra rispetto all'altra al termine della prova (laddove viene mostrato).
| PROVA    | SQUADRA BLU         | SQUADRA BLU                        | VANTAGGIO | VANTAGGIO | SQUADRA BIANCA     | SQUADRA BIANCA                     |
| -------- | ------------------- | ---------------------------------- | --------- | --------- | ------------------ | ---------------------------------- |
| I        | Maria Luigia        | Comparata CANTO Left outside alone |           |           | Roberta            | Comparata CANTO Left outside alone |
| II       | Francesco           | Comparata BALLO Libertango         |           |           | Susy               | Comparata BALLO Libertango         |
| III      | Marco e Cassandra   | Comparata CANTO Si tú no vuelves   | PAREGGIO  | PAREGGIO  | Roberta e Giuseppe | Comparata CANTO Si tú no vuelves   |
| IV       | Francesco           | Comparata BALLO The immigrant      |           |           | Susy               | Comparata BALLO The immigrant      |
| V        | Marco               | Comparata CANTO Wonderful life     |           |           | Simonetta          | Comparata CANTO Wonderful life     |
| VI       | Francesco e Gennaro | Comparata BALLO Sector 6           | N.D.      | N.D.      | Susy e Giulia      | Comparata BALLO Sector 6           |
| VII      | Squadra Blu         | Grease                             | N.D.      | N.D.      | Squadra Bianca     | Flashdance                         |
| VIII     | Marco               | Comparata CANTO Più bella cosa     | N.D.      | N.D.      | Giuseppe           | Comparata CANTO Più bella cosa     |
| VITTORIA | SQUADRA BIANCA      | SQUADRA BIANCA                     | 64%       | 36%       | MARINA             | MARINA                             |

### Puntata 2
La seconda puntata del serale è stata trasmessa il 10 febbraio 2008 e ha visto la vittoria della squadra Bianca con il 53% dei voti e l'uscita della cantante Maria Luigia.
Per questa puntata le singole sfide non sono sottoposte a televoto; il colore indica solamente il vantaggio di una squadra rispetto all'altra al termine della prova (laddove viene mostrato).
| PROVA    | SQUADRA BLU    | SQUADRA BLU                                                                       | VANTAGGIO | VANTAGGIO | SQUADRA BIANCA       | SQUADRA BIANCA                                                 |
| -------- | -------------- | --------------------------------------------------------------------------------- | --------- | --------- | -------------------- | -------------------------------------------------------------- |
| I        | Cassandra      | Comparata CANTO The best                                                          |           |           | Roberta              | Comparata CANTO The best                                       |
| II       | Francesco      | Comparata BALLO Happy feet                                                        | N.D.      | N.D.      | Susy                 | Comparata BALLO Happy feet                                     |
| III      | Marco          | Comparata CANTO Amore bello                                                       |           |           | Pasqualino           | Comparata CANTO Amore bello                                    |
| IV       | Francesco      | Comparata BALLO La luz prodigiosa                                                 |           |           | Giulia               | Comparata BALLO La luz prodigiosa                              |
| V        | Marco          | Comparata CANTO (I can't get no) satisfaction                                     |           |           | Simonetta            | Comparata CANTO (I can't get no) satisfaction                  |
| VI       | Gennaro        | Comparata BALLO Hot stuff (Let's dance)                                           |           |           | Susy                 | Comparata BALLO Hot stuff (Let's dance)                        |
| VII      | Marco e Marta  | Comparata CANTO Amarti è l'immenso per te                                         | N.D.      | N.D.      | Roberta e Pasqualino | Comparata CANTO Amarti è l'immenso per te                      |
| VIII     | Francesco      | Comparata BALLO Will and Elizabeth                                                | N.D.      | N.D.      | Giulia               | Comparata BALLO Will and Elizabeth                             |
| IX       | Gennaro        | IMPROVVISAZIONE Vertigo / This is the sound / Gasolina                            | N.D.      | N.D.      | Roberta              | IMPROVVISAZIONE Domani / Girlfriend                            |
| IX       | Francesco      | IMPROVVISAZIONE When you wish upon a star / Can't get enough of you baby / Lolita | N.D.      | N.D.      | Antonino             | IMPROVVISAZIONE Bien Sencillo / Rudebox / Back in the U.S.S.R. |
| VITTORIA | SQUADRA BIANCA | SQUADRA BIANCA                                                                    | 53%       | 47%       | MARIA LUIGIA         | MARIA LUIGIA                                                   |

### Puntata 3
La terza puntata del serale è stata trasmessa il 17 febbraio 2008 e ha visto la vittoria della squadra Blu con il 52% dei voti e l'uscita del ballerino Antonino.
Per questa puntata le singole sfide sono sottoposte a televoto; il colore indica quindi la vittoria dello sfidante di una squadra o dell'altra.
| PROVA    | SQUADRA BLU         | SQUADRA BLU                          | VANTAGGIO | VANTAGGIO | SQUADRA BIANCA  | SQUADRA BIANCA                       |
| -------- | ------------------- | ------------------------------------ | --------- | --------- | --------------- | ------------------------------------ |
| I        | Marco               | Comparata CANTO Generale             |           |           | Roberta         | Comparata CANTO Generale             |
| II       | Francesco           | Comparata BALLO Besame mucho         |           |           | Susy            | Comparata BALLO Besame mucho         |
| III      | Marta               | Comparata CANTO Rehab                |           |           | Roberta         | Comparata CANTO Rehab                |
| IV       | Francesco           | Comparata BALLO Kay                  |           |           | Giulia          | Comparata BALLO Kay                  |
| V        | Marco               | Comparata CANTO Ti scatterò una foto |           |           | Giuseppe        | Comparata CANTO Ti scatterò una foto |
| VI       | Francesco           | Comparata BALLO Apologize            |           |           | Giulia          | Comparata BALLO Apologize            |
| VII      | Marco               | It Ain't Easy (On Your Own)          |           |           | Roberta         | Think                                |
| VIII     | Francesco e Gennaro | Comparata BALLO Black or white       | N.D.      | N.D.      | Susy e Antonino | Comparata BALLO Black or white       |
| VITTORIA | SQUADRA BLU         | SQUADRA BLU                          | 52%       | 48%       | ANTONINO        | ANTONINO                             |

### Puntata 4
La quarta puntata del serale è stata trasmessa il 24 febbraio 2008 e ha visto la vittoria della squadra Blu con il 51% dei voti e l'uscita della cantante Simonetta.
Per questa puntata le singole sfide sono sottoposte a televoto: il colore indica quindi la vittoria dello sfidante di una squadra o dell'altra.
| PROVA    | SQUADRA BLU | SQUADRA BLU                         | VANTAGGIO | VANTAGGIO | SQUADRA BIANCA | SQUADRA BIANCA                      |
| -------- | ----------- | ----------------------------------- | --------- | --------- | -------------- | ----------------------------------- |
| I        | Marco       | Comparata CANTO I giardini di marzo |           |           | Giuseppe       | Comparata CANTO I giardini di marzo |
| II       | Gennaro     | Comparata BALLO Now we are free     |           |           | Giulia         | Comparata BALLO Now we are free     |
| III      | Cassandra   | Comparata CANTO Di sole e d'azzurro |           |           | Roberta        | Comparata CANTO Di sole e d'azzurro |
| IV       | Francesco   | Comparata BALLO Nyah                |           |           | Susy           | Comparata BALLO Nyah                |
| V        | Cassandra   | Comparata CANTO Paid my dues        |           |           | Roberta        | Comparata CANTO Paid my dues        |
| VI       | Francesco   | Comparata BALLO I love New York     |           |           | Giulia         | Comparata BALLO I love New York     |
| VII      | Marta       | Comparata CANTO In assenza di te    | N.D.      | N.D.      | Simonetta      | Comparata CANTO In assenza di te    |
| VIII     | Francesco   | Comparata BALLO Cade la pioggia     | N.D.      | N.D.      | Giulia         | Comparata BALLO Cade la pioggia     |
| VITTORIA | SQUADRA BLU | SQUADRA BLU                         | 51%       | 49%       | SIMONETTA      | SIMONETTA                           |

### Puntata 5
La quinta puntata del serale è stata trasmessa il 5 marzo 2008 e ha visto la vittoria della squadra Bianca con il 52% dei voti e l'uscita del ballerino Gennaro.
Per questa puntata le singole sfide sono sottoposte a televoto; il colore indica quindi la vittoria dello sfidante di una squadra o dell'altra.
| PROVA    | SQUADRA BLU    | SQUADRA BLU                           | VANTAGGIO | VANTAGGIO | SQUADRA BIANCA | SQUADRA BIANCA                        |
| -------- | -------------- | ------------------------------------- | --------- | --------- | -------------- | ------------------------------------- |
| I        | Marco          | Comparata CANTO A chi                 |           |           | Giuseppe       | Comparata CANTO A chi                 |
| II       | Francesco      | Comparata BALLO Get the party started |           |           | Susy           | Comparata BALLO Get the party started |
| III      | Marta          | Comparata CANTO Private dancer        |           |           | Roberta        | Comparata CANTO Private dancer        |
| IV       | Francesco      | Comparata BALLO Red shirt             |           |           | Giulia         | Comparata BALLO Red shirt             |
| V        | Marco          | Comparata CANTO Careless whisper      |           |           | Pasqualino     | Comparata CANTO Careless whisper      |
| VI       | Squadra Blu    | The Blues Brother                     | N.D.      | N.D.      | Squadra Bianca | Jesus Christ Superstar                |
| VII      | Canto Blu      | Comparata CANTO Let the river run     | N.D.      | N.D.      | Canto Bianchi  | Comparata CANTO Let the river run     |
| VITTORIA | SQUADRA BIANCA | SQUADRA BIANCA                        | 51%       | 49%       | GENNARO        | GENNARO                               |

### Puntata 6
La sesta puntata del serale è stata trasmessa il 12 marzo 2008 e ha visto la vittoria della squadra Blu con il 57% dei voti e l'uscita del cantante Giuseppe.
Per questa puntata le singole sfide sono sottoposte a televoto: il colore indica quindi la vittoria dello sfidante di una squadra o dell'altra.
| PROVA    | SQUADRA BLU               | SQUADRA BLU                                 | VANTAGGIO | VANTAGGIO | SQUADRA BIANCA                                        | SQUADRA BIANCA                                                                         |
| -------- | ------------------------- | ------------------------------------------- | --------- | --------- | ----------------------------------------------------- | -------------------------------------------------------------------------------------- |
| I        | Cassandra                 | Comparata CANTO Don't cry for me, Argentina |           |           | Roberta                                               | Comparata CANTO Don't cry for me, Argentina                                            |
| II       | Francesco                 | Comparata BALLO Fever                       |           |           | Susy                                                  | Comparata BALLO Fever                                                                  |
| III      | Marco                     | Comparata CANTO Certe notti                 |           |           | Giuseppe                                              | Comparata CANTO Certe notti                                                            |
| IV       | Francesco                 | Comparata BALLO Il postino                  |           |           | Giulia                                                | Comparata BALLO Il postino                                                             |
| V        | Squadra Blu e Luca Jurman | I believe I can fly                         |           |           | Squadra Bianca con Grazia Di Michele e Fabrizio Palma | Medley C'era un ragazzo che come me amava i Beatles e i Rolling Stones /Strada Facendo |
| VI       | Francesco                 | Comparata BALLO Umbrella                    | N.D.      | N.D.      | Susy                                                  | Comparata BALLO Umbrella                                                               |
| VII      | Marco                     | Comparata CANTO With or without you         | N.D.      | N.D.      | Pasqualino                                            | Comparata CANTO With or without you                                                    |
| VITTORIA | SQUADRA BLU               | SQUADRA BLU                                 | 57%       | 43%       | GIUSEPPE                                              | GIUSEPPE                                                                               |

### Puntata 7
La settima puntata del serale è stata trasmessa il 19 marzo 2008 e ha visto la vittoria della squadra Blu con il 51% dei voti e l'uscita della ballerina Giulia.
Per questa puntata le singole sfide sono sottoposte a televoto; il colore indica quindi la vittoria dello sfidante di una squadra o dell'altra.
| PROVA    | SQUADRA BLU                        | SQUADRA BLU                                        | VANTAGGIO | VANTAGGIO | SQUADRA BIANCA            | SQUADRA BIANCA                                                   |
| -------- | ---------------------------------- | -------------------------------------------------- | --------- | --------- | ------------------------- | ---------------------------------------------------------------- |
| I        | Marco                              | Comparata CANTO It's not unusual                   |           |           | Pasqualino                | Comparata CANTO It's not unusual                                 |
| II       | Francesco                          | Comparata BALLO Ain't no sunshine                  |           |           | Giulia                    | Comparata BALLO Ain't no sunshine                                |
| III      | Marta                              | Comparata CANTO La tua ragazza sempre              |           |           | Roberta                   | Comparata CANTO La tua ragazza sempre                            |
| IV       | Francesco                          | Comparata BALLO La Del Ruso                        |           |           | Giulia                    | Comparata BALLO La Del Ruso                                      |
| V        | Cassandra                          | Comparata CANTO Grazie perché                      |           |           | Roberta                   | Comparata CANTO Grazie perché                                    |
| VI       | Squadra Blu e Alessandra Celentano | Tangana ostinato                                   |           |           | Squadra Bianca e Garrison | Medley Deja vu / Buttons / Ecoutez, repetez / You never can tell |
| VII      | Francesco                          | Comparata BALLO Another brick in the wall (Part 2) |           |           | Susy                      | Comparata BALLO Another brick in the wall (Part 2)               |
| VIII     | Marco                              | Comparata CANTO Avrai                              |           |           | Roberta                   | Comparata CANTO Avrai                                            |
| IX       | Francesco                          | Comparata BALLO Mi confesion                       | N.D.      | N.D.      | Susy                      | Comparata BALLO Mi confesion                                     |
| VITTORIA | SQUADRA BLU                        | SQUADRA BLU                                        | 51%       | 49%       | GIULIA                    | GIULIA                                                           |

### Puntata 8
L'ottava puntata del serale è stata trasmessa il 26 marzo 2008 e ha visto la vittoria della squadra Bianca con il 51% dei voti e l'uscita della cantante Cassandra.
Per questa puntata le singole sfide sono sottoposte a televoto; il colore indica quindi la vittoria dello sfidante di una squadra o dell'altra.
| PROVA    | SQUADRA BLU    | SQUADRA BLU                                      | VANTAGGIO | VANTAGGIO | SQUADRA BIANCA | SQUADRA BIANCA                                   |
| -------- | -------------- | ------------------------------------------------ | --------- | --------- | -------------- | ------------------------------------------------ |
| I        | Marco          | Comparata CANTO Quando nasce un amore            |           |           | Roberta        | Comparata CANTO Quando nasce un amore            |
| II       | Francesco      | Comparata BALLO Assassin's tango                 |           |           | Susy           | Comparata BALLO Assassin's tango                 |
| III      | Cassandra      | Comparata CANTO You're in my heart               |           |           | Pasqualino     | Comparata CANTO You're in my heart               |
| IV       | Francesco      | Comparata BALLO La bomba                         |           |           | Susy           | Comparata BALLO La bomba                         |
| V        | Marta          | Comparata CANTO My heart will go on              |           |           | Roberta        | Comparata CANTO My heart will go on              |
| VI       | Francesco      | Comparata BALLO Caught up                        |           |           | Susy           | Comparata BALLO Caught up                        |
| VII      | Squadra Blu    | Moulin Rouge                                     |           |           | Squadra Bianca | A qualcuno piace caldo                           |
| VIII     | Francesco      | Comparata BALLO Strangers in the night           |           |           | Susy           | Comparata BALLO Strangers in the night           |
| IX       | Cassandra      | Comparata CANTO No more tears (Enough is enough) | N.D.      | N.D.      | Roberta        | Comparata CANTO No more tears (Enough is enough) |
| VITTORIA | SQUADRA BIANCA | SQUADRA BIANCA                                   | 51%       | 49%       | CASSANDRA      | CASSANDRA                                        |

### Puntata 9
La nona puntata del serale è stata trasmessa il 2 aprile 2008 e ha visto la vittoria della squadra Bianca con il 55% dei voti e l'uscita della cantante Martha.
Per questa puntata le singole sfide sono sottoposte a televoto; il colore indica quindi la vittoria dello sfidante di una squadra o dell'altra.
| PROVA    | SQUADRA BLU    | SQUADRA BLU                              | VANTAGGIO | VANTAGGIO | SQUADRA BIANCA | SQUADRA BIANCA                           |
| -------- | -------------- | ---------------------------------------- | --------- | --------- | -------------- | ---------------------------------------- |
| I        | Marta          | Comparata CANTO Mercy                    |           |           | Roberta        | Comparata CANTO Mercy                    |
| II       | Francesco      | Comparata BALLO Everything I can't have  |           |           | Susy           | Comparata BALLO Everything I can't have  |
| III      | Marco          | Comparata CANTO Una lunga storia d'amore |           |           | Pasqualino     | Comparata CANTO Una lunga storia d'amore |
| IV       | Francesco      | Comparata BALLO Scivola vai via          |           |           | Susy           | Comparata BALLO Scivola vai via          |
| V        | Marta          | Per dire di no                           |           |           | Pasqualino     | Viva la pappa col pomodoro               |
| VI       | Francesco      | Comparata BALLO Transylvania 1887        |           |           | Susy           | Comparata BALLO Transylvania 1887        |
| VII      | Marta          | Comparata CANTO Parlami d'amore          |           |           | Pasqualino     | Comparata CANTO Parlami d'amore          |
| VIII     | Squadra Blu    | Cats                                     |           |           | Squadra Bianca | New York, New York                       |
| IX       | Francesco      | Comparata BALLO Sospiro                  | N.D.      | N.D.      | Susy           | Comparata BALLO Sospiro                  |
| VITTORIA | SQUADRA BIANCA | SQUADRA BIANCA                           | 55%       | 45%       | MARTA          | MARTA                                    |

### Semifinale
La semifinale è stata trasmessa il 9 aprile 2008 e ha visto la vittoria della squadra Blu con il 53% dei voti e l'uscita della ballerina Susy.
Per questa puntata le singole sfide sono sottoposte a televoto; il colore indica quindi la vittoria dello sfidante di una squadra o dell'altra.
| PROVA    | SQUADRA BLU | SQUADRA BLU                             | VANTAGGIO | VANTAGGIO | SQUADRA BIANCA | SQUADRA BIANCA                          |
| -------- | ----------- | --------------------------------------- | --------- | --------- | -------------- | --------------------------------------- |
| I        | Marco       | Comparata CANTO Back to black           |           |           | Roberta        | Comparata CANTO Back to black           |
| II       | Francesco   | Comparata BALLO Let the good times roll |           |           | Susy           | Comparata BALLO Let the good times roll |
| III      | Marco       | Comparata CANTO Vieni da me             |           |           | Pasqualino     | Comparata CANTO Vieni da me             |
| IV       | Francesco   | Comparata BALLO Polonaise               |           |           | Susy           | Comparata BALLO Polonaise               |
| V        | Marco       | Comparata CANTO Ogni volta              |           |           | Pasqualino     | Comparata CANTO Ogni volta              |
| VI       | Francesco   | Comparata BALLO Dormi e sogna           |           |           | Susy           | Comparata BALLO Dormi e sogna           |
| VII      | Marco       | Comparata CANTO Almeno tu nell'universo |           |           | Roberta        | Comparata CANTO Almeno tu nell'universo |
| VIII     | Francesco   | Comparata BALLO Living darfur           |           |           | Susy           | Comparata BALLO Living darfur           |
| IX       | Squadra Blu | Dirty Dancing                           | N.D.      | N.D.      | Squadra Bianca | In & Out                                |
| VITTORIA | SQUADRA BLU | SQUADRA BLU                             | 53%       | 47%       | SUSY           | SUSY                                    |

### Finale
La finale è stata trasmessa il 16 aprile 2008 ed ha visto vincitore di questa edizione Marco Carta.
Nel tabellone vengono indicate le singole sfide disputate nel corso della puntata finale. Laddove le singole sfide sono contrassegnate da un colore, si indica chi in quel momento è in vantaggio nel televoto. I colori rispecchiano le divise indossate da ogni singolo componente nella puntata finale.
Legenda:
      Vantaggio di Francesco

      Vantaggio di Marco 
      Vantaggio di Pasqualino 

      Vantaggio di Roberta

#### Prima sfida
| PROVA    | FRANCESCO                          | PASQUALINO                         | VANTAGGIO |
| -------- | ---------------------------------- | ---------------------------------- | --------- |
| I        | La luz prodigiosa                  | Se adesso te ne vai                | FRANCESCO |
| II       | Sospiro                            | Parlami d'amore                    | N.D.      |
| III      | In & Out                           | Billy Elliot                       | PARITÁ    |
| IV       | Comparata BALLO You never can tell | Comparata BALLO You never can tell | N.D.      |
| V        | Comparata CANTO La gatta           | Comparata CANTO La gatta           | N.D.      |
| VI       | Assassin's tango                   | With or without you                | N.D.      |
| QUARTO   | FRANCESCO 49%                      | FRANCESCO 49%                      |           |
| VITTORIA | PASQUALINO 51%                     | PASQUALINO 51%                     |           |

#### Seconda sfida
| PROVA    | PASQUALINO                                                | MARCO                                                     | VANTAGGIO |
| -------- | --------------------------------------------------------- | --------------------------------------------------------- | --------- |
| I        | Comparata CANTO You're The First, The Last, My Everything | Comparata CANTO You're The First, The Last, My Everything | MARCO     |
| II       | Comparata CANTO Overjoyed                                 | Comparata CANTO Overjoyed                                 | N.D.      |
| III      | West Side Story                                           | Notte prima degli esami                                   | MARCO     |
| IV       | Livin' la vida loca                                       | Io amo                                                    | MARCO     |
| V        | Comparata CANTO Sorry seems to be the hardest word        | Comparata CANTO Sorry seems to be the hardest word        | MARCO     |
| VI       | Imagine                                                   | Quando nasce un amore                                     | N.D.      |
| VII      | Sin sin sin                                               | Amore bello                                               | N.D.      |
| TERZO    | PASQUALINO 49%                                            | PASQUALINO 49%                                            |           |
| VITTORIA | MARCO 51%                                                 | MARCO 51%                                                 |           |

#### Finalissima
| PROVA     | MARCO                                 | ROBERTA                               | VANTAGGIO |
| --------- | ------------------------------------- | ------------------------------------- | --------- |
| I         | Comparata CANTO Destinazione Paradiso | Comparata CANTO Destinazione Paradiso | MARCO     |
| II        | Comparata CANTO Why                   | Comparata CANTO Why                   | MARCO     |
| III       | Rugantino                             | The Blues Brothers                    | MARCO     |
| IV        | A chi                                 | Avrai                                 | MARCO     |
| V         | Comparata CANTO Never can say goodbye | Comparata CANTO Never can say goodbye | MARCO     |
| VI        | Per sempre (inedito)                  | L'ultima bugia (inedito)              | N.D.      |
| VII       | E tu                                  | The best                              | N.D.      |
| SECONDA   | ROBERTA 41%                           | ROBERTA 41%                           |           |
| VINCITORE | MARCO 59%                             | MARCO 59%                             |           |

## Tabellone della classifica di gradimento
Nel tabellone sono indicate le posizioni dei singoli concorrenti nella classifica di gradimento settimanale.
N/A: Dato non disponibile
     Salvabile dalla classifica
     Ultimo in classifica
     Eliminato/a
|                          | 03/02        | 10/02        | 17/02      | 24/02      | 05/03      | 12/03      | 19/03      | 26/03      | 02/04      | 09/04      | 16/04      |
| N° Concorrenti salvabili | 6            | 5            | 5          | 4          | 4          | 4          | 3          | 3          | 2          | 1          | FINALE     |
| ------------------------ | ------------ | ------------ | ---------- | ---------- | ---------- | ---------- | ---------- | ---------- | ---------- | ---------- | ---------- |
| 1°                       | Marco        | Marco        | Marco      | Marco      | Marco      | Marco      | Roberta    | Marco      | Marco      | Marco      | Marco      |
| 2°                       | Giulia       | Roberta      | Roberta    | Roberta    | Roberta    | Roberta    | Marco      | Roberta    | Roberta    | Roberta    | Roberta    |
| 3°                       | Roberta      | Susy         | Susy       | Cassandra  | Giulia     | Pasqualino | Susy       | Susy       | Susy       | Pasqualino | Pasqualino |
| 4°                       | Cassandra    | Francesco    | Francesco  | Susy       | Giuseppe   | Francesco  | Cassandra  | Cassandra  | Pasqualino | Francesco  | Francesco  |
| 5°                       | Susy         | Cassandra    | Cassandra  | Simonetta  | Susy       | Susy       | Francesco  | Francesco  | Francesco  | Susy       |            |
| 6°                       | Francesco    | Giuseppe     | Giulia     | Francesco  | Cassandra  | Giuseppe   | Pasqualino | Pasqualino | Martha     |            |            |
| 7°                       | Pasqualino   | Pasqualino   | Giuseppe   | Martha     | Francesco  | Giulia     | Giulia     | Martha     |            |            |            |
| 8°                       | Simonetta    | Gennaro      | Martha     | Pasqualino | Pasqualino | Cassandra  | Martha     |            |            |            |            |
| 9°                       | Maria Luigia | Simonetta    | Antonino   | Giuseppe   | Martha     | Martha     |            |            |            |            |            |
| 10°                      | Marta        | Giulia       | Pasqualino | Giulia     | Gennaro    |            |            |            |            |            |            |
| 11°                      | Giuseppe     | Maria Luigia | Simonetta  | Gennaro    |            |            |            |            |            |            |            |
| 12°                      | Antonino     | Antonino     | Gennaro    |            |            |            |            |            |            |            |            |
| 13°                      | Gennaro      | Martha       |            |            |            |            |            |            |            |            |            |
| 14°                      | Marina       |              |            |            |            |            |            |            |            |            |            |

## Commissione della Critica
Nell'ultima puntata è presente una commissione di giornalisti per assegnare tra i finalisti il premio della critica del valore di € 50.000. La commissione è composta da:
| Valeria Braghieri   | Libero               |
| Marida Caterini     | Il Tempo             |
| Laura Rio           | Il Giornale          |
| Marco Mangiarotti   | Quotidiano Nazionale |
| Luca Dondoni        | La Stampa            |
| Maria Volpe         | Corriere della Sera  |
| Alessandra Magliaro | Ansa                 |
| Antonella Nesi      | Adn                  |

## Ascolti
| Puntata    | Messa in onda    | Telespettatori | Share  |
| ---------- | ---------------- | -------------- | ------ |
| 1          | 3 febbraio 2008  | 5 459 000      | 26,56% |
| 2          | 10 febbraio 2008 | 5 425 000      | 27,78% |
| 3          | 17 febbraio 2008 | 6 072 000      | 29,85% |
| 4          | 24 febbraio 2008 | 6 007 000      | 29,97% |
| 5          | 5 marzo 2008     | 6 177 000      | 27,03% |
| 6          | 12 marzo 2008    | 6 134 000      | 26,77% |
| 7          | 19 marzo 2008    | 5 952 000      | 25,95% |
| 8          | 26 marzo 2008    | 6 036 000      | 25,84% |
| 9          | 2 aprile 2008    | 6 829 000      | 31,01% |
| Semifinale | 9 aprile 2008    | 6 383 000      | 28,73% |
| Finale     | 16 aprile 2008   | 7 187 000      | 35,38% |
| Media      | Media            | 6 151 000      | 28,62% |

- Nota: L'edizione, con una media di 6 151 000 telespettatori e il 28,62% di share, risulta essere la più vista della storia del Serale di Amici di Maria De Filippi.